# Просторові клітини

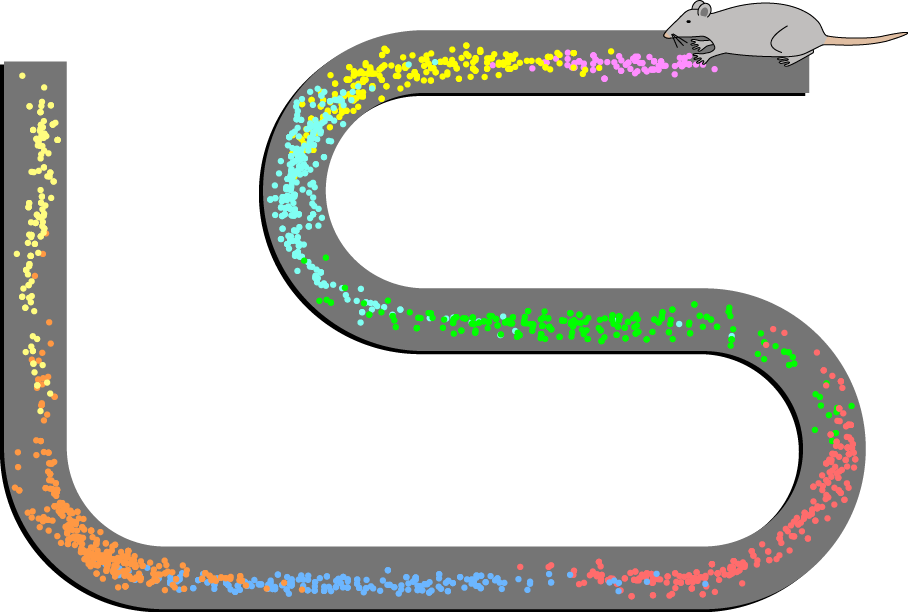
Приклад спалахів активності нейронів шару CA1 гіпокампа щура, що зазвичай називають просторовими клітинами. На зображенні спалахи активності однієї з 8 просторових клітин позначено різними кольоровими крапками.

Просторові клітини — тип пірамідальних нейронів у гіпокампі, що стають активними, коли тварина займає певне місце в просторі, що називається «полем простору». Кожна просторова клітина може мати лише одне або кілька полів простору в типовому лабораторному середовищі, але більше в більших регіонах. Не існує очевидної топографії у патерні «полів простору», на відміну від інших частин мозку, таких як visual cortex — сусідні просторові клітини можуть з однаковою ймовірністю мати як віддалені «поля простору», так і сусідні. В іншому середовищі, зазвичай, біля половини просторових клітин все ще матимуть поля простору, але в місцях не пов'язаних з їхнім попереднім розташуванням.
Вважається, що просторові клітини колективно діють як когнітивне представлення певного положення в просторі, відомого як когнітивна карта. Просторові клітини працюють разом з іншими типами нейронів у гіпокампі та навколишніх ділянках мозку, виконуючи просторове обчислення, але як саме вони функціонують всередині гіпокампа і досі з'ясовується.

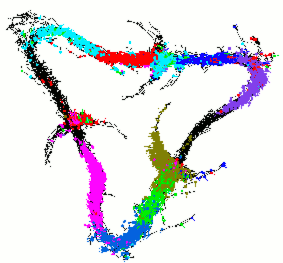
Запис активності 7 нейронів у миші, що пробігла декілька сотень кіл за годинниковою стрілкою по замкнутій трикутній доріжці, зупиняючись посередині кожної частини, щоб з'їсти маленькі кусочки їжі. Чорні крапки позначають положення голови миші; кольорові — потенціали дії кожного з нейронів.

Досліди з щурами показали, що просторові клітини схильні активуватися швидко, коли щур потрапляє в нове, відкрите середовище, хоча поза полем активації просторові клітини схильні залишатися відносно неактивними. Вважається, що всі просторові клітини разом формують когнітивну карту, в якій вони мають локалізовані патерни активації, що називаються просторовими полями. Патерни активації просторових клітин часто визначаються зовнішньою сенсорною інформацією і локальним навколишнім середовищем. Було доведено, що просторові клітини мають здатність раптово змінювати патерни активації з одного на інший, явище відоме як «пере-картування», і хоча просторові клітини змінюються відповідно до зовнішнього середовища, вони стабілізуються атракторною динамікою, що «дозволяє системі опиратися малим змінам у сигналах отриманих від органів відчуттів, але реагувати колективно і в цілому на великі зміни».
Хоча просторові клітини є частиною не-сенсорної кортикальної системи, їх поведінка активації сильно корелює з сенсорним введенням. Просторові клітини активуються, коли тварина знаходиться в частинах навколишнього середовища, відомих як просторові поля. Ці ланцюги можуть мати важливі наслідки для пам'яті, тому що вони надають просторовий контекст для спогадів і минулого досвіду. Як і багато інших частин мозку, ланцюги просторових клітин динамічні. Вони постійно підлаштовуються і перекартуються щоб відповідати наявному розташуванню та досвіду мозку. Просторові клітини не створюють візуально-просторову репрезентацію середовища самостійно, вони є частиною складного ланцюга, що надає розуміння розташування і пам'ять розташування.
У 2014 році Нобелівська премія з фізіології та медицини була вручена Джону О'Кіфу і норвезькому подружжю Едварду і Мей-Бритт Мозерам за відкриття просторових клітин у 2005 році.